# Togacantha nordviei
Togacantha nordviei là một loài nhện trong họ Araneidae.
Loài này thuộc chi Togacantha. Togacantha nordviei được Embrik Strand miêu tả năm 1913.